# Heiko Thoms
Heiko Thoms (* 16. März 1968 in Wolfsburg) ist ein deutscher Diplomat und politischer Beamter. Er war von 2023 bis 2025 Staatssekretär im Bundesministerium der Finanzen und von 2020 bis 2023 deutscher Botschafter in Brasilien.

## Leben und Ausbildung
Nach dem Abitur am Albert-Einstein Gymnasium in Kaarst studierte Thoms Rechtswissenschaft, Islamwissenschaft und Arabistik. Das erste juristische Staatsexamen legte er 1995 ab und absolvierte von 1996 bis 1998 das Referendariat am Kammergericht Berlin. Im Jahr 1998 legte er das zweite juristische Staatsexamen ab. Er verbrachte mit einem Stipendium des Deutschen Akademischen Austauschdienstes ein Jahr in Kairo, Tunis und Damaskus. Von 1998 bis 1999 war er wissenschaftlicher Referent am Max-Planck-Institut für ausländisches und internationales Privatrecht in Hamburg.
Er absolvierte von 1999 bis 2001 die Attachéausbildung im Auswärtigen Amt. Er war Distinguished Fellow beim East West Institute.
Thoms ist aktiver Marathonläufer. Er ist verheiratet mit Anahita Thoms, Anwältin für internationales Handelsrecht und Young Global Leader des Weltwirtschaftsforums. Sie haben zwei Kinder.

## Laufbahn
Thoms arbeitete im Auswärtigen Dienst zunächst von 2001 bis 2003 als Konsul in der Botschaft Teheran im Iran und von 2005 bis 2007 als Vertreter des deutschen Botschafters im Politischen und Sicherheitspolitischen Komitee der Europäischen Union in Brüssel. Danach war er Referent für Europapolitik bei der FDP-Bundestagsfraktion und arbeitete von 2009 bis 2011 als stellvertretender Leiter sowie von 2011 bis 2013 als Leiter des Ministerbüros von Bundesminister Guido Westerwelle (FDP) im Auswärtigen Amt in Berlin.
Es folgte 2013 die Versetzung als Botschafter und ständiger Vertreter des Leiters der Ständigen Vertretung Deutschlands bei den Vereinten Nationen in New York. Kraft seines Amts nahm Thoms dort verschiedene Positionen bei internationalen Organisationen inne, unter anderem als Vizepräsident des Exekutivrats des Kinderhilfswerks der Vereinten Nationen UNICEF (2015) und als Vizepräsident des Wirtschafts- und Sozialrats (ECOSOC) der Vereinten Nationen (2016).
2017 wechselte er als Gesandter und stellvertretender Leiter an die Ständige Vertretung Deutschlands bei der NATO in Brüssel. 
Thoms war von Juli 2020 bis April 2023 Botschafter in Brasilien.
Im April 2023 wurde Thoms unter Bundesminister Christian Lindner (FDP) zum Staatssekretär im Bundesministerium der Finanzen ernannt. Er folgte Carsten Pillath nach und ist zuständig für die Themen Europapolitik und internationale Finanzpolitik, Finanzmarktpolitik. Auch unter Bundesminister Jörg Kukies (SPD) blieb er im Amt, ehe er im Zuge der Bildung des Kabinetts Merz am 6. Mai 2025 aus diesem Amt ausschied.